# Grindedrab i Thorshavn
Grindedrab i Thorshavn er en dansk dokumentarfilm fra 1950 instrueret af Erik R. Knudsen og efter manuskript af Heine S. Heinesen.

## Handling
Reportage af et grindedrab i Tórshavn i sommeren 1949.
 En flok grinder er kommet nær kysten og drives ind i havnen, hvor de dræbes. Derefter hales de op på land ved hjælp af kraner og parteres.